# Warscaea
Warscaea é um género botânico pertencente à família das orquídeas (Orchidaceae).